# Cultura Niaosung
A cultura Niaosung (chinês: 蔦松文化, pinyin: Niǎosōng Wénhuà) foi uma cultura arqueológica no sul de Taiwan. Distribuiu-se pela região de Tainan e Kaohsiung. A cultura existiu durante a Idade do Ferro da ilha de Taiwan. Algumas evidências sugerem que a cultura Niaosung era diretamente ligada ao povo Siraya, uma tribo nativa que ainda vive nesta área.
Existem vários sítios arqueológicos formaram a cultura, como o sítio Niaosung (蔦松遺址), sítio Futingchin (覆頂金遺址), sítio Hsiliao (西寮遺址) e o sítio Kanhsi (看西遺址). Alguns foram descobertos em escavações de pesquisas arqueológicas e outros em obras, como escavação de fazendas de peixes ou construção de fábricas. Nesses locais foram encontrados cerâmicas e monturos.